# Petersglocke

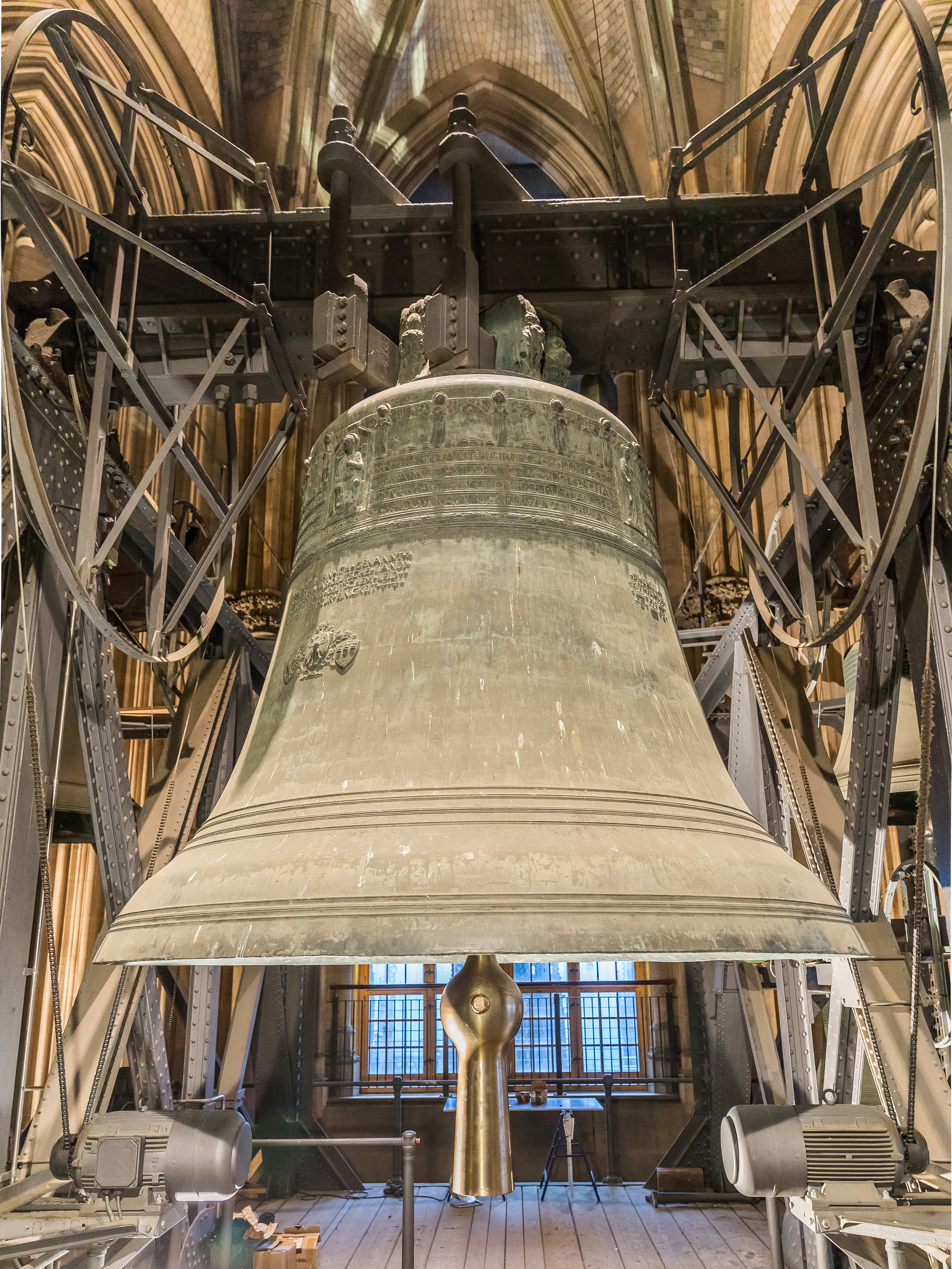
Petersglocke i Kölnerdomen på 24 ton. En man står under klockan som jämförelse.

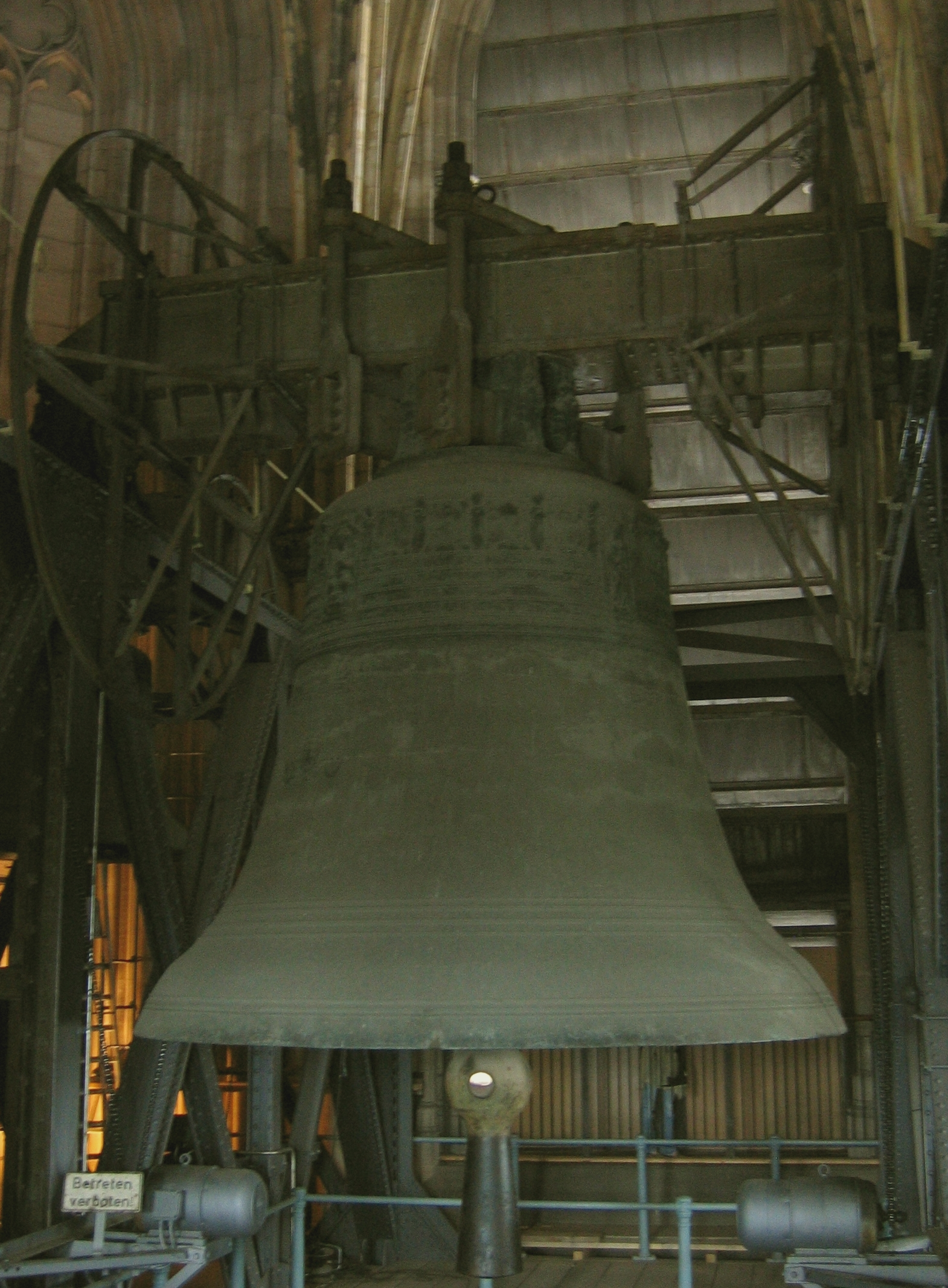
Petersglocke i ett annat ljus.

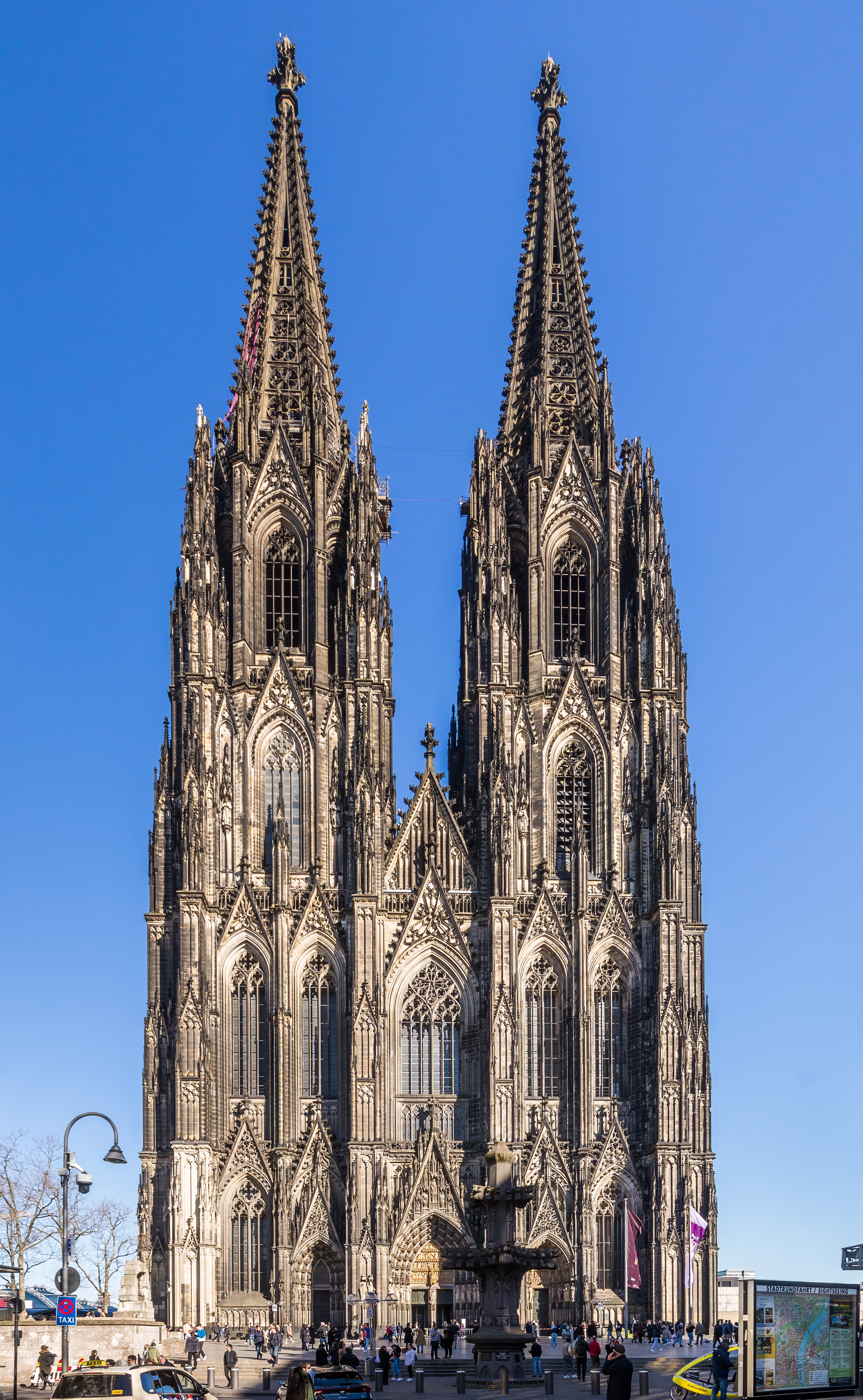
I det 157,31 meter höga sydtornet till höger hänger sedan medeltiden Kölnerdomens huvudkyrkklockor. Idag hänger där åtta av domens sammanlagt elva kyrkklockor. De tre övriga hänger i takryttaren över korsmitten.
Klockkammaren med de åtta klockorna finns inte bakom det höga fönstret under tornspiran till höger, utan i våningen därunder, bakom fönstret med metallflänsarna.
Klockkammaren finns på 55 meters höjd och denna del av tornet är medeltida. På motsvarande höjd i det norra tornet till vänster, där det inte hänger några klockor, finns ett glasfönster.

Petersglocke finns i Kölnerdomen i Köln i Tyskland och är Kölnerdomens och staden Kölns största klocka (av flera andra stora klockor i staden, se Lista över Europas största klockor).

## Allmänna fakta

### Namnet
Petersglocke (”Petersklockan”) eller enklare ”Petersglocke” kallas i folkmun av Kölnborna på Kölndialekten Kölsch D’r Decke Pitter eller Dicker Pitter, ”tjocke Petter”. Den är uppkallad efter aposteln Petrus som är domens huvudskyddspatron.

### Världsrankning
Petersglocke är den största fritt svingande klockan i Europa och den största klockan i EU. Den är dessutom världens största svingande kyrkklocka (största klockan i en kyrka som rings genom att klockan svängs).
Vidare är Petersglocke den tredje största fritt svingande klockan i världen och den största svingande klockan i världen som hänger på rak klockstock, det vill säga som svänger kring klockstocken ovanför klockan. Klockor som hänger på vinklade klockstockar är enklare att ringa (se artikeln Kyrkklocka). Både Gotenba-klockan och World Peace Bell (se Lista över världens största klockor) har en rotationspunkt som innebär att de svänger runt sin egen tyngdpunkt och alltså mer liknar rullning än svängning. Med dessa premisser kan Petersglocke ändå anses som den största fritt svingande klockan i världen.
Petersglocke är dock inte den största klockan i Europa (se Lista över Europas största klockor).

### Måttuppgifter, gjutningsår, upphängningsplats och slagton
Petersglocke väger cirka 24 ton eller 24 000 kg. Klockans kläpp väger cirka 1 000 kg, det vill säga runt 1 ton. Klockans diameter är 3,22 meter. Grundtonen eller grundslagtonen är c0 −5/16.
Petersglocke hänger tillsammans med sju andra klockor på 55 meters höjd i domens klockkammare i domens 157,31 meter höga sydtorn. Den hänger mitt i kammaren, som är en välvd kammare i den äldre lägre delen av tornet, som byggdes redan under medeltiden. I domens norra torn hänger inte några klockor, men däremot hänger domens tre minsta klockor (av de sammanlagt elva kyrkklockorna i domen) i takryttaren över korsmitten.
Enligt andra källor väger Petersglocke 24,2 ton. Den göts av Heinrich Ulrich i Apolda 1923 och ersatte den tidigare klockan Kaiserglocke (läs mer nedan om gjutningen och om Kaiserglocke). Klockans diameter är 3,22 meter och dess höjd är 4,4 meter (inklusive klockans krona). Den är den största klockan bland sydtornets sammanlagt åtta klockor, två andra klockor där kan också räknas bland Europas 200 största klockor.

## Petersglockes föregångare: Kaiserglocke
Föregångaren till Petersglocke kallades Kaiserglocke (”Kejsarklockan”) eller Gloriosa och göts 1873 av 22 franska kanoner som använts vid slaget vid Sedan 1870. Den smältes ner 1918 på grund av klangmässiga problem och göts då åter om till krigsvapen.
Den hade en diameter på 3,42 meter och var 3,25 meter hög och vägde omkring 27 ton. Den var alltså 4 centimeter längre och arton centimeter vidare i diameter än den nuvarande Petersglocke. Dess sista kläpp från 1909 väger 1 050 kg och är 3,13 meter lång och finns kvar att beskåda i Kölnerdomens sydtorn.

## Petersglockes tillkomst

### Vem ville anta det svåra gjutningsuppdraget?
Den dåvarande överborgmästaren i Köln Konrad Adenauer (senare förbundskansler) och Kölns ärkebiskop kardinal Erzbischof Schulte bestämde sig för att Köln skulle få en ny storklocka av samma dignitet som Kaiserglocke, som man tvangs smälta ner under första världskriget. Först ville ingen gjuta den nya stora klockan. Ett flertal klockgjutare från hela Europa tackade nej, risken var för stor för dem. Den något misslyckade Kaiserglocke, som enligt ovan fått en felaktig ton trots en garanti om motsatsen fanns också i minnet hos klockgjutarna. Slutligen förklarade klockgjutarmästaren Heinrich Ulrich från Apolda i Thüringen 31 mars 1922 sig beredd att anta uppdraget, efter en förfrågan från Kölnerdomens domkapitel (även i översättning kallat "Kölns metropolitanska domkapitel").

### Gjutningsprocessen och finansiering
Heinrich Ulrich övervakade själv ansvarsfullt och noga alla förberedelser och tog sina mest erfarna medarbetare till hjälp. Tidningen Die Apoldaer Volkszeitung hade 1922 uppgifter om att det skulle göras en film som skulle handla om arbetena på klockan från början till slut.
Eftersom Ulrichs klockgjuteris gjutningsugn inte kunde klara en så stor metallmassa eller var stor nog åt en så stor klocka, måste en ny smältugn byggas på klockgjuteriet. Dagen då färdigställandet skulle ske närmade sig och Ulrich kalkylerade på nytt med att beställarna inte ville höja budet i samma takt som inflationen och värdeminskningen hos valutan. Ett villkor var dock att domen inte skulle kunna lösa ut sin klocka med nödmynt. De krångliga penningförhållandena gjorde det också svårt att få gjutningsmästare anställda, vilka behövde betala sina egna kostnader samtidigt som inte kostnaderna fick stiga för mycket. Metallen kostade dessutom över 1 miljon mark. Efter inflationen saknades fortfarande 5 000 dollar för klockans finansiering; men välbeställda Kölnbor gav nödvändigt bistånd för att täcka dessa kostnader.
Vid gjutningsförberedelserna behövde runt 30 tyska de:Festmeter (30 i Sverige så kallade m³fub) furu eller granvirke förbrännas, för att metallen säkert skulle kunna bli flytande. På kvällen den 5 maj stötte mästaren bort luckorna och den varma metallmassan flöt ut ur de båda ugnarna ner i formen. Med ett stoppur kunde fastställas att formen var fylld efter 9 minuter och 32 sekunder och gjutningen lyckades. Dessutom hade Heinrich Ulrich uppnått de eftersträvansvärda klangegenskaperna (övertoner på grund av klockans form, metall med mera) hos Erfurts klocka Gloriosa, som är en förebild inom skrået. Rätt grundton (c°) kunde senare också stämmas genom svarvning, så att klockan stämde med övriga klockor i domen.

### Transport, invigning och upphängning
Eftersom franska trupper besatt Ruhrområdet efter kriget fördröjdes transporten av klockan och uppdragsgivaren fruktade att klockan skulle beslagtas som reparationsmaterial. Därför stod den ovanliga klockan kvar i gjuteriet i halvtannat (1,5) år. Många besökare från Apolda med omgivningar kom till gjuteriet för att titta på den.
I november 1924 kom man äntligen så långt att man kunde överföra klockan till Köln och tidningen Apoldaer Tageblatt rapporterar den 9 november 1924 om förberedelserna för den svåra transporten och den 10 november skulle Heinrich Ulrich först transportera klockan (och två andra klockor) till närmaste järnvägsstation på tre dragmaskiner från firman Benz-Mannheim. Klockan 12 gjordes en paus för att förse maskinerna med vatten. Natten till den 11 november fick klockan stå på värdshuset ”Thüringer Hof“ och vid middagen dagen därpå köras vidare till stationen. Lastningen skedde enligt plan den 12 november och avfärden planerades samma dag klockan 13:30. En dokumentärfilm finns som skildrar transporten. 
Klockan kom utan problem till Köln och blev invigd i slutet av november inför en stor folkmassa. Den smyckades med grön buxbom, röda och vita rosor och kransar med band i de påvliga färgerna (gult och vitt). Färden med klockan genom gatorna ackompanjerades av festlig klockringning från de kyrkor som hade anknytning till domen liksom också från domens klockor.
Ett par dagar senare fick 24 män från en stålbyggfirma ta hand om det åtta timmar långa, svåraste arbetet, att hissa upp klockan till klockstolen på 55 meters höjd. Klockstolen hade dessförinnan ytterligare förstärkts för att klara av belastningarna som skulle åstadkommas av den tunga klockans ringning. Det var tänkt att klockan skulle kunna höras från tornet första gången på julafton 1924. Ett tekniskt fel förhindrade dock premiären. Först tio månader senare, 28 oktober 1925 klockan 12:00 tonade den ut över staden.
Ännu idag finns bilder, dokument liksom Ulrichs minnestavla över gjutningen och transporten att se i klockmuseet i Apolda.

## Klanganalys
| I denna artikel     |
| används tonnamnen   |
| B♭ och H.           |
| Se olika skrivsätt. |

Klanganalysen visar hur rik Petersglockes övertoner är i de övre tonregistren, förutom dess ganska djupa grundton och undertoner, från duodecima, tolfte tonen, och uppåt. Mer om sådana övertonsintervall finns i artikeln intervall i musik.
| Slagton (grundton)  | c0 −5    |
| Nominaldurters      | e0 −2    |
| Underoktav          | C −8     |
| Primton             | c0 −2    |
| Ters                | ess0 +3  |
| Kvint (F1)          | gess0 +2 |
| Oktav               | c1 −6    |
| Molldecima          | ess1 +2  |
| Durdecima           | e1 −7    |
| Duodecima           | g1 −7    |
| Tredecima           | ass1 −9  |
| Kvartsdecima        | h1 −12   |
| Dubbeloktav         | c2 −6    |
| Andraters           | e2 ±0    |
| Andrakvart (F)      | fiss2 –4 |
| Andrakvint          | g2 −5    |
| Andrasext           | ass2 −5  |
| Andra lilla septima | b♭2 −1   |
| Andra stora septima | h2 −5    |
| Trippeloktav        | c3 −8    |

1) F1 = Mer framträdande 2) F = Något mer framträdande
Avklingningslängd:
- Undertonen: 170 sekunder.
- Primtonen: 43 sekunder.
- Tersen: 27 sekunder.

Grundton och övertoner avklingar sakta och successivt efter varandra, ”svävande”.

## Igensvetsning av en spricka i klockan 1956
Petersglocke fick en 1,1 meter lång spricka i klockans slagring 1951, men klockan är den första klocka där man har lyckats reparera en sådan skada. Sprickan svetsades igen 15 augusti 1956 av firman Lachenmeyer från Nördlingen. Klockan fick samtidigt en mindre kläpp som väger cirka 700 kg. En liknande reparation skedde 2004 på den medeltida storklockan Gloriosa i Erfurt (se De största medeltida klockorna i Europa).
Uppenbarligen kunde inte klockgjuteriet Ulrichs i Apolda och deras senare arvtagare beräkna förhållandet mellan kläpp och klocka ordentligt eftersom de också försåg Gloriosa i Erfurt med en alltför tung kläpp 1928.

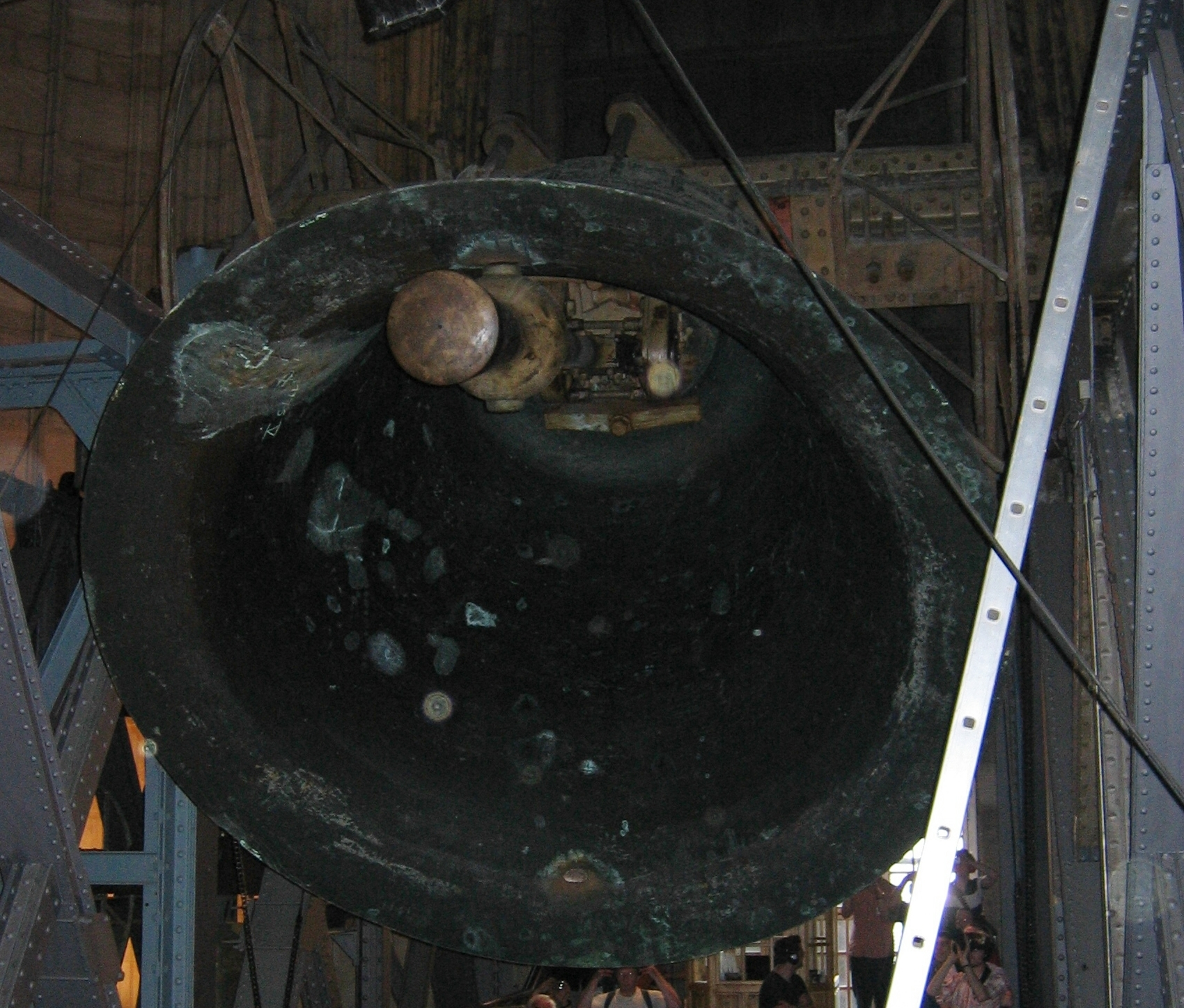
Petersglocke i gång. Klockan har grundtonen c°.

## Ringningsreglemente för Petersglocke
Ringning med Petersglocke sker endast vid speciella tillfällen och vid de högsta katolska kyrkliga festdagarna. Val av påve eller Kölns ärkebiskop eller dessas död, liksom en nyvigd prästs första mässa (Primiz) räknas som speciella tillfällen. Kvällen den 28 mars 1936 ringde alla domens klockor för Adolf Hitlers så kallade ”fredsappell”, som han offentliggjorde i Köln på grund av (de riggade) riksdagsvalen 29 mars 1936. Petersglocke ringde även över stadens ruiner 1945 för att förkunna att andra världskriget var slut, liksom i oktober 1990 för att förkunna tyska återföreningen. Vanligen ringer man i Petersglocke i tio minuter; varefter övriga klockor ansluter sig efter vad som bestäms i ringningsreglementet.
| Datum/Dag                                    | Klockslag                                                            | Tillfälle/Högtid (på tyska)                                                 | Svenskt namn/Svensk översättning                                                                                              |  |
| -------------------------------------------- | -------------------------------------------------------------------- | --------------------------------------------------------------------------- | --- |  |
| 7 december                                   | 19:30                                                                | Einläuten des Hochfestes Mariä Empfängnis                                   | Inringning av högtiden den obefläckade avlelsen (Immaculata conceptio)                                                        |  |
| 8 december                                   | 18:05                                                                | Hochfest Mariä Empfängnis                                                   | Den obefläckade avlelsens högtid                                                                                              |  |
| 24 december                                  | 19:15                                                                | Einläuten des Hochfestes Weihnachten am Heiligen Abend                      | Inringning av julen på julafton                                                                                               |  |
| 24 december                                  | 23:15                                                                | de:Christmette am Hl. Abend                                                 | Nattmässan på julafton |  |
| 25 december                                  | 09:35                                                                | Hochfest der Geburt des Herrn                                               | Juldagen, Herrens födelsehögtid                                                                                               |  |
| 1 januari                                    | 00:00 (efter solistisk ringning, snart i plenum med övriga klockor)  | Einläuten des neuen Kalenderjahres                                          | Inringning av det nya året |  |
| 5 januari                                    | 19:30                                                                | Einläuten des Hochfestes der Heiligen Drei Könige/der Erscheinung des Herrn | Inringning av heliga tre konungars högtid eller högtiden Herrens uppenbarelse/epifani (Trettondagsafton, se Trettondedag jul) |  |
| 6 januari                                    | 09:35                                                                | Hochfest der Heiligen Drei Könige/der Erscheinung des Herrn                 | Heliga tre konungars högtid eller högtiden Herrens uppenbarelse/epifani (se Trettondedag jul)                                 |  |
| Påskafton                                    | ~23:30 (efter solistisk ringning, snart i plenum med övriga klockor) | Ostergloria in der Osternacht                                               | ”Påskgloria” i Påsknatten |  |
| Påskdagen                                    | 09:35                                                                | Hochfest der Auferstehung des Herrn                                         | Herrens uppståndelses högtid (Påskdagen)                                                                                      |  |
| Pingstafton                                  | 19:30                                                                | Einläuten des Hochfestes Pfingsten                                          | Inringning av pingsthögtiden                                                                                                  |  |
| Pingstdagen                                  | 09:35                                                                | Hochfest Pfingsten                                                          | Pingsthögtiden (Pingstdagen)                                                                                                  |  |
| "Helga lekamens afton (Corpus Christiafton)" | 19:30                                                                | Einläuten des Hochfestes Fronleichnam                                       | Inringning av Helga lekamens högtid (Corpus Christi-högtiden)                                                                 |  |
| Helga lekamens dag (Corpus Christi)          | 09:35                                                                | Hochfest Fronleichnam                                                       | Helga lekamens högtid (Corpus Christi-högtiden)                                                                               |  |
| Helga lekamens dag (Corpus Christi)          | Vid processionen (i plenum)                                          | Hochfest Fronleichnam                                                       | |  |
| 28 juni                                      | 19:30                                                                | Einläuten des Hoch-/Patronatsfestes St. Peter und Paul                      | Inringning av högtiden/skyddshelgonsfesten Sankt Peter och Paul                                                               |  |
| 29 juni                                      | 18:05                                                                | Hoch-/Patronatsfest St. Peter und Paul                                      | Högtiden/skyddshelgonsfesten Sankt Peter och Paul                                                                             |  |
| 31 oktober                                   | 19:30                                                                | Einläuten des Hochfestes Allerheiligen                                      | Inringning av allhelgonahögtiden (allhelgonaafton)                                                                            |  |
| 1 november                                   | 09:35                                                                | Hochfest Allerheiligen                                                      | Allhelgonahögtiden (allhelgonadagen)                                                                                          |  |